# R. c. Thanabalasingham
L'arrêt R. c. Thanabalasingham est une décision très médiatisée de la Cour suprême du Canada concernant la portée du droit à un procès dans un délai raisonnable. Avec l'arrêt R. c. Cody, il s'agit d'un cas les plus connus de l'application de la règle de l'arrêt Jordan. 

## Les faits
Après avoir passé près de 5 ans derrière les barreaux sans être jugé, alors qu'il était accusé du meurtre au deuxième degré de son épouse Anuja Baskaran, l'accusé Sivaloganathan Thanabalasingham  est libéré sans procès le 6 avril 2017 à la suite d'une décision de la Cour supérieure, avant d'être déporté au Sri Lanka le 5 juillet 2017. Lors de l'enquête préliminaire, il avait initialement été accusé de meurtre au premier degré. 
Selon La Presse, « le meurtre d’Anuja Baskaran à l’été 2012 est à glacer le sang. La jeune femme de 21 ans originaire du Sri Lanka, comme son mari, a été égorgée par son assaillant. La relation de couple entre la victime et l’accusé était très houleuse depuis leur mariage possiblement arrangé en 2011 ».

## Historique judiciaire
Le Directeur des poursuites criminelles et pénales (DPCP) estime par la suite que cette libération aurait été faite sur la base d'une mauvaise interprétation de l'arrêt Jordan.
La Cour d'appel rejette l'appel du Directeur des poursuites criminelles et pénales. Toutefois, parce que la juge en chef de la Cour d'appel et un autre juge n'étaient pas d'accord avec la majorité et auraient autorisé un nouveau procès dans l'hypothèse où l'accusé revenait au Canada, le DPCP porte le dossier en appel à la Cour suprême.

## Le jugement de la Cour suprême
Le jugement indique que même lorsque le chef d'accusation initial concerne un meurtre grave et que cela choque la population, il peut y avoir un arrêt des procédures et par conséquent une forme d'impunité si les actions de l'État ont entraîné des délais déraisonnables à un procès. Cela confirme qu'il n'y a pas de véritable exception à l'arrêt Jordan en fonction de la nature et les circonstances factuelles du crime commis. 
La Cour suprême ajoute que même sous le cadre antérieur à l'arrêt Jordan (l'arrêt Morin), cela aurait donné lieu à un arrêt  de procédures.